# Yasuhiko Tokuyama
Yasuhiko Tokuyama (Osaka, Japão -) é um seiyu.

## Trabalhos

### Animes
- Air (TV) (ep 8)
- Air Master (TV) as Host (Ep. 3)
- DearS (TV) como Uncle
- Gegege no Kitarō (TV 5/2007) como Camera-man (ep 14)
- Kaleido Star (TV) como Heron
- Lovely Complex (TV) como Heikichi Nakao
- Mamimume Mogacho (TV) como Narration
- Midori Days (TV) como Customer D (ep 4); Customer G (ep 9)
- Mobile Suit Gundam - The Movie Trilogy como Boy D (Special Edition)
- One Piece (TV) como Yosaku
- One Piece: The Movie as Pirate
- R.O.D -The TV- como Chief Researcher (ep. 13)
- Samurai Gun (TV) como Shikazo (ep 9)

### Sem ser anime
- Lesser Ninja em "Dead or Alive 2 Ultimate" (VG)
- Sun Jian em "Dynasty Warriors 3" (VG)
- Sun Jian em "Dynasty Warriors 4" (VG)
- Xiahou Yuan em "Dynasty Warriors 3" (VG)
- Xiahou Yuan em "Dynasty Warriors 4" (VG)